# Monique Negler
Monique Negler (...) è una modella francese, vincitrice del titolo di Miss Normandia 1957 e Miss Francia 1958.
Eletta Miss Francia il giorno di capodanno, presso il Grand Hotel, Rue de Metz, a Tolosa, Monique Negler fu selezionata fra sedici concorrenti la cui età variava fra i sedici ed i venti anni.